# Ligne arquée de la gaine du muscle droit de l'abdomen
La ligne arquée de la gaine du muscle droit de l'abdomen (ou arcade de Douglas ou repli de Douglas ou repli semi-lunaire) est une arcade tendineuse située dans l'abdomen à l'arrière de la gaine du muscle droit de l'abdomen.

## Structure
La ligne arquée de la gaine du muscle droit de l'abdomen se situe à la jonction des deux tiers supérieurs et du tiers inférieur de la gaine, soit environ au tiers de la distance de l'ombilic à la crête du pubis,
Elle forme une ligne horizontale convexe vers le haut qui marque la limite inférieure de la face postérieure de la gaine du muscle droit de l'abdomen. 
En dessous de la ligne arquée, le fascia transversalis sépare la face postérieure du muscle du péritoine.

## Aspect clinique
La ligne arquée de la gaine du muscle droit de l'abdomen est un élément de référence en chirurgie abdominale.